# Gouvernement Modi I
République d'Inde
Manmohan Singh II Narendra Modi (2)
Le premier gouvernement Narendra Modi est le gouvernement de l'Inde formé après les élections de 2014.
Dirigé par le Premier ministre Narendra Modi, il est formé par la coalition de l'Alliance démocratique nationale dont le principal parti est le BJP. Il prend fin après les élections de 2019 lorsqu'est formé le deuxième gouvernement Modi.

## Historique
Le gouvernement de Narenra Modi est formé le 26 mai 2014, quelques jours après la fin des élections législatives. Il compte alors 22 ministres membres du Cabinet et 22 ministre d'État.
Le 3 juin 2014, Gopinath Munde décède dans un accident de voiture. Ses fonctions de ministre du Développement rural, du Panchayati Raj, de l'Eau potable et de l'Hygiène publique sont alors exercée par Nitin Gadkari.
Le 9 novembre 2014, Narendra Modi fait procéder à la nomination de 21 nouveaux ministres. Le gouvernement compte alors 26 ministres membres du Cabinet, 13 ministres d'État avec charge indépendante et 26 ministres d'État.
Le 5 juillet 2016, le gouvernement est de nouveau élargi par la nomination de 19 nouveaux ministres alors que 5 ne sont pas reconduits.

## Composition

### Ministres du Cabinet et ministres d'État
| Fonction | Nom                                                                             | Prise de fonction                                                               | Fin de fonction                                                                 | Parti                                                                           | Parti                                                                           |
| Premier ministre Ministère du Personnel, des Plaintes publiques et des Pensions | Premier ministre Ministère du Personnel, des Plaintes publiques et des Pensions | Premier ministre Ministère du Personnel, des Plaintes publiques et des Pensions | Premier ministre Ministère du Personnel, des Plaintes publiques et des Pensions | Premier ministre Ministère du Personnel, des Plaintes publiques et des Pensions | Premier ministre Ministère du Personnel, des Plaintes publiques et des Pensions |
| --- | ------------------------------------------------------------------------------- | ------------------------------------------------------------------------------- | ------------------------------------------------------------------------------- | ------------------------------------------------------------------------------- | ------------------------------------------------------------------------------- |
| Premier ministre, ministre du Personnel, des Plaintes publiques et des Pensions - du département de l'Énergie atomique ; - du département de l'Espace ; - de toutes les affaires politiques importantes ; - des portefeuilles non alloués à un autre ministre. | Narendra Modi                                                                   | 26 mai 2014                                                                     | en cours                                                                        |                                                                                 | BJP                                                                             |
| Ministre d'État (Cabinet du Premier ministre, Personnel, Plaintes publiques et Pensions, Énergie atomique, Espace) | Jitendra Singh                                                                  | 26 mai 2014                                                                     | en cours                                                                        |                                                                                 | BJP                                                                             |
| Ministère des Affaires intérieures |                                                                                 |                                                                                 |                                                                                 |                                                                                 |                                                                                 |
| Ministre du Cabinet | Rajnath Singh                                                                   | 26 mai 2014                                                                     | en cours                                                                        |                                                                                 | BJP                                                                             |
| Ministre d'État (Affaires intérieures) | Kiren Rijiju                                                                    | 26 mai 2014                                                                     | en cours                                                                        |                                                                                 | BJP                                                                             |
| Ministre d'État (Affaires intérieures) | Haribhai Parthibhai Chaudhary                                                   | 9 novembre 2014                                                                 | en cours                                                                        |                                                                                 | BJP                                                                             |
| Ministère des Affaires extérieures |                                                                                 |                                                                                 |                                                                                 |                                                                                 |                                                                                 |
| Ministre du Cabinet | Sushma Swaraj                                                                   | 26 mai 2014                                                                     | en cours                                                                        |                                                                                 | BJP                                                                             |
| Ministre d'État (Affaires extérieures, Affaires des Indiens d'outre-mer) | V. K. Singh                                                                     | 26 mai 2014                                                                     | en cours                                                                        |                                                                                 | BJP                                                                             |
| Ministère des Finances Ministère des Affaires d'entreprise |                                                                                 |                                                                                 |                                                                                 |                                                                                 |                                                                                 |
| Ministre du Cabinet | Arun Jaitley                                                                    | 26 mai 2014                                                                     | en cours                                                                        |                                                                                 | BJP                                                                             |
| Ministre d'État (Finances) | Nirmala Sitharaman                                                              | 26 mai 2014                                                                     | 9 novembre 2014                                                                 |                                                                                 | BJP                                                                             |
| Ministre d'État (Finances) | Jayant Sinha                                                                    | 9 novembre 2014                                                                 | en cours                                                                        |                                                                                 | BJP                                                                             |
| Ministre d'État (Affaires d'entreprise) | Nirmala Sitharaman                                                              | 26 mai 2014                                                                     | 9 novembre 2014                                                                 |                                                                                 | BJP                                                                             |
| Ministère de l'Information et de la Radio-télédiffusion |                                                                                 |                                                                                 |                                                                                 |                                                                                 |                                                                                 |
| Ministre du Cabinet | Arun Jaitley                                                                    | 26 mai 2014                                                                     | 5 juillet 2016                                                                  |                                                                                 | BJP                                                                             |
| Ministre du Cabinet | Venkaiah Naidu                                                                  | 5 juillet 2016                                                                  | en cours                                                                        |                                                                                 | BJP                                                                             |
| Ministre d'État (Information et Radio-télédiffusion) | Rajyavardhan Singh Rathore                                                      | 9 novembre 2014                                                                 | en cours                                                                        |                                                                                 | BJP                                                                             |
| Ministère de la Défense |                                                                                 |                                                                                 |                                                                                 |                                                                                 |                                                                                 |
| Ministre du Cabinet | Arun Jaitley                                                                    | 26 mai 2014                                                                     | 9 novembre 2014                                                                 |                                                                                 | BJP                                                                             |
| Ministre du Cabinet | Manohar Parrikar                                                                | 9 novembre 2014                                                                 | en cours                                                                        |                                                                                 | BJP                                                                             |
| Ministre d'État (Défense) | Inderjit Singh Rao                                                              | 26 mai 2014                                                                     | en cours                                                                        |                                                                                 | BJP                                                                             |
| Ministère des Chemins de fer |                                                                                 |                                                                                 |                                                                                 |                                                                                 |                                                                                 |
| Ministre du Cabinet | D.V. Sadananda Gowda                                                            | 26 mai 2014                                                                     | 9 novembre 2014                                                                 |                                                                                 | BJP                                                                             |
| Ministre du Cabinet | Suresh Prabhu                                                                   | 9 novembre 2014                                                                 | en cours                                                                        |                                                                                 | BJP                                                                             |
| Ministre d'État (Chemins de fer) | Manoj Sinha                                                                     | 26 mai 2014                                                                     | en cours                                                                        |                                                                                 | BJP                                                                             |
| Ministère du Développement urbain Ministère du Logement et de la Lutte contre la pauvreté urbaine |                                                                                 |                                                                                 |                                                                                 |                                                                                 |                                                                                 |
| Ministre du Cabinet | M. Venkaiah Naidu                                                               | 26 mai 2014                                                                     | en cours                                                                        |                                                                                 | BJP                                                                             |
| Ministre d'État (Affaires parlementaires) | Santosh Kumar Gangwar                                                           | 26 mai 2014                                                                     | 9 novembre 2014                                                                 |                                                                                 | BJP                                                                             |
| Ministre d'État (Affaires parlementaires) | Prakash Javadekar                                                               | 26 mai 2014                                                                     | 9 novembre 2014                                                                 |                                                                                 | BJP                                                                             |
| Ministre d'État (Affaires parlementaires) | Rajiv Pratap Rudy                                                               | 9 novembre 2014                                                                 | en cours                                                                        |                                                                                 | BJP                                                                             |
| Ministre d'État (Affaires parlementaires) | Mukhtar Abbas Naqvi                                                             | 9 novembre 2014                                                                 | en cours                                                                        |                                                                                 | BJP                                                                             |
| Ministre d'État (Développement urbain, Logement et Lutte contre la pauvreté urbaine- | Babul Supriyo                                                                   | 9 novembre 2014                                                                 | en cours                                                                        |                                                                                 | BJP                                                                             |
| Ministère des Transports routiers et des Voies rapides Ministère de la Navigation |                                                                                 |                                                                                 |                                                                                 |                                                                                 |                                                                                 |
| Ministre du Cabinet | Nitin Gadkari                                                                   | 26 mai 2014                                                                     | en cours                                                                        |                                                                                 | BJP                                                                             |
| Ministre d'État (Transports routiers et Voies rapides, Navigation) | Krishan Pal                                                                     | 26 mai 2014                                                                     | 9 novembre 2014                                                                 |                                                                                 | BJP                                                                             |
| Ministre d'État (Transports routiers et Voies rapides, Navigation) | Radhakrishnan P                                                                 | 9 novembre 2014                                                                 | en cours                                                                        |                                                                                 | BJP                                                                             |
| Ministère de la Loi et de la Justice |                                                                                 |                                                                                 |                                                                                 |                                                                                 |                                                                                 |
| Ministre du Cabinet | Ravi Shankar Prasad                                                             | 26 mai 2014                                                                     | 9 novembre 2014                                                                 |                                                                                 | BJP                                                                             |
| Ministre du Cabinet | D.V. Sadananda Gowda                                                            | 9 novembre 2014                                                                 | 5 juillet 2016                                                                  |                                                                                 | BJP                                                                             |
| Ministre du Cabinet | Ravi Shankar Prasad                                                             | 5 juillet 2016                                                                  | en cours                                                                        |                                                                                 | BJP                                                                             |
| Ministère des Ressources en eau, du Développement fluvial et du Rajeunissement du Gange |                                                                                 |                                                                                 |                                                                                 |                                                                                 |                                                                                 |
| Ministre du Cabinet | Uma Bharti                                                                      | 26 mai 2014                                                                     | en cours                                                                        |                                                                                 | BJP                                                                             |
| Ministre d'État (Ressources en eau, Développement fluvial et Rajeunissement du Gange) | Santosh Kumar Gangwar                                                           | 26 mai 2014                                                                     | 9 novembre 2014                                                                 |                                                                                 | BJP                                                                             |
| Ministre d'État (Ressources en eau, Développement fluvial et Rajeunissement du Gange) | Sanwar Lal Jat                                                                  | 9 novembre 2014                                                                 | en cours                                                                        |                                                                                 | BJP                                                                             |
| Ministère des Affaires minoritaires |                                                                                 |                                                                                 |                                                                                 |                                                                                 |                                                                                 |
| Ministre du Cabinet | Najma Heptulla                                                                  | 26 mai 2014                                                                     | 16 juillet 2016                                                                 |                                                                                 | BJP                                                                             |
| Ministère du Développement rural Ministère du Panchayati Raj Ministère de l'Eau potable et de l'Hygiène publique |                                                                                 |                                                                                 |                                                                                 |                                                                                 |                                                                                 |
| Ministre du Cabinet | Gopinath Munde                                                                  | 26 mai 2014                                                                     | 3 juin 2014                                                                     |                                                                                 | BJP                                                                             |
| Ministre du Cabinet | Nitin Gadkari                                                                   | 4 juin 2014                                                                     | 9 novembre 2014                                                                 |                                                                                 | BJP                                                                             |
| Ministre du Cabinet | Birender Singh                                                                  | 9 novembre 2014                                                                 | 5 juillet 2016                                                                  |                                                                                 | BJP                                                                             |
| Ministre du Cabinet | Gopinath Munde                                                                  | 5 juillet 2016                                                                  | en cours                                                                        |                                                                                 | BJP                                                                             |
| Ministre d'État (Eau potable et de l'Hygiène publique) | Upendra Kushwaha                                                                | 26 mai 2014                                                                     | 9 novembre 2014                                                                 |                                                                                 | RLSP                                                                            |
| Ministre d'État (Eau potable et de l'Hygiène publique) | Ram Kripal Yadav                                                                | 9 novembre 2014                                                                 | en cours                                                                        |                                                                                 | BJP                                                                             |
| Ministre d'État (Panchayati Raj) | Upendra Kushwaha                                                                | 26 mai 2014                                                                     | 9 novembre 2014                                                                 |                                                                                 | RLSP                                                                            |
| Ministre d'État (Panchayati Raj) | Nihalchand                                                                      | 9 novembre 2014                                                                 | en cours                                                                        |                                                                                 | BJP                                                                             |
| Ministre d'État (Développement rural) | Upendra Kushwaha                                                                | 26 mai 2014                                                                     | 9 novembre 2014                                                                 |                                                                                 | RLSP                                                                            |
| Ministre d'État (Développement rural) | Sudarshan Bhagat                                                                | 9 novembre 2014                                                                 | en cours                                                                        |                                                                                 | BJP                                                                             |
| Ministère des Affaires de consommation, de l'Alimentation et de la Distribution publique |                                                                                 |                                                                                 |                                                                                 |                                                                                 |                                                                                 |
| Ministre du Cabinet | Ram Vilas Paswan                                                                | 26 mai 2014                                                                     | en cours                                                                        |                                                                                 | LJP                                                                             |
| Ministre d'État (Affaires de consommation, Alimentation et Distribution publique) | Raosaheb Dadarao Danve                                                          | 26 mai 2014                                                                     | en cours                                                                        |                                                                                 | BJP                                                                             |
| Ministère des Micro, petites et moyennes entreprises |                                                                                 |                                                                                 |                                                                                 |                                                                                 |                                                                                 |
| Ministre du Cabinet | Kalraj Mishra                                                                   | 26 mai 2014                                                                     | en cours                                                                        |                                                                                 | BJP                                                                             |
| Ministre d'État (Micro, petites et moyennes entreprises) | Giriraj Singh                                                                   | 9 novembre 2014                                                                 | en cours                                                                        |                                                                                 | BJP                                                                             |
| Ministère du Développement des femmes et de l'enfant |                                                                                 |                                                                                 |                                                                                 |                                                                                 |                                                                                 |
| Ministre du Cabinet | Maneka Gandhi                                                                   | 26 mai 2014                                                                     | en cours                                                                        |                                                                                 | BJP                                                                             |
| Ministère des Affaires parlementaires |                                                                                 |                                                                                 |                                                                                 |                                                                                 |                                                                                 |
| Ministre du Cabinet | M. Venkaiah Naidu                                                               | 26 mai 2014                                                                     | 5 juillet 2016                                                                  |                                                                                 | BJP                                                                             |
| Ministre du Cabinet | Ananth Kumaru                                                                   | 5 juillet 2016                                                                  | en cours                                                                        |                                                                                 | BJP                                                                             |
| Ministère des Produits chimiques et des Engrais |                                                                                 |                                                                                 |                                                                                 |                                                                                 |                                                                                 |
| Ministre du Cabinet | Ananth Kumar                                                                    | 26 mai 2014                                                                     | en cours                                                                        |                                                                                 | BJP                                                                             |
| Ministre d'État (Produits chimiques et Engrais) | Nihalchand                                                                      | 26 mai 2014                                                                     | 9 novembre 2014                                                                 |                                                                                 | BJP                                                                             |
| Ministre d'État (Produits chimiques et Engrais) | Hansraj Gangaram Ahir                                                           | 9 novembre 2014                                                                 | en cours                                                                        |                                                                                 | BJP                                                                             |
| Ministère des Technologies de la communication et de l'information |                                                                                 |                                                                                 |                                                                                 |                                                                                 |                                                                                 |
| Ministre du Cabinet | Ravi Shankar Prasad                                                             | 26 mai 2014                                                                     | en cours                                                                        |                                                                                 | BJP                                                                             |
| Ministère de l'Aviation civile |                                                                                 |                                                                                 |                                                                                 |                                                                                 |                                                                                 |
| Ministre du Cabinet | Ashok Gajapathi Raju Pusapati                                                   | 26 mai 2014                                                                     | en cours                                                                        |                                                                                 | TDP                                                                             |
| Ministre d'État (Aviation civile) | G. M. Siddeshwara                                                               | 26 mai 2014                                                                     | 9 novembre 2014                                                                 |                                                                                 | BJP                                                                             |
| Ministre d'État (Aviation civile) | Mahesh Sharma                                                                   | 9 novembre 2014                                                                 | en cours                                                                        |                                                                                 | BJP                                                                             |
| Ministère des Industries lourdes et des Entreprises publiques |                                                                                 |                                                                                 |                                                                                 |                                                                                 |                                                                                 |
| Ministre du Cabinet | Anant Geete                                                                     | 26 mai 2014                                                                     | en cours                                                                        |                                                                                 | Shiv Sena                                                                       |
| Ministre d'État (Industries lourdes et Entreprises publiques) | Radhakrishnan P                                                                 | 26 mai 2014                                                                     | 9 novembre 2014                                                                 |                                                                                 | BJP                                                                             |
| Ministre d'État (Industries lourdes et Entreprises publiques) | G. M. Siddeshwara                                                               | 9 novembre 2014                                                                 | en cours                                                                        |                                                                                 | BJP                                                                             |
| Ministère des Industries alimentaires |                                                                                 |                                                                                 |                                                                                 |                                                                                 |                                                                                 |
| Ministre du Cabinet | Harsimrat Kaur Badal                                                            | 26 mai 2014                                                                     | en cours                                                                        |                                                                                 | SAD                                                                             |
| Ministre d'État (Industries alimentaires) | Sanjeev Kumar Balyan                                                            | 26 mai 2014                                                                     | 9 novembre 2014                                                                 |                                                                                 | BJP                                                                             |
| Ministre d'État (Industries alimentaires) | Niranjan Jyoti                                                                  | 9 novembre 2014                                                                 | en cours                                                                        |                                                                                 | BJP                                                                             |
| Ministère de l'Acier |                                                                                 |                                                                                 |                                                                                 |                                                                                 |                                                                                 |
| Ministre du Cabinet | Narendra Singh Tomar                                                            | 26 mai 2014                                                                     | 5 juillet 2016                                                                  |                                                                                 | BJP                                                                             |
| Ministre du Cabinet | Chaudhary Birender Singh                                                        | 5 juillet 2016                                                                  | en cours                                                                        |                                                                                 | BJP                                                                             |
| Ministre d'État (Acier) | Vishnu Deo Sai                                                                  | 26 mai 2014                                                                     | en cours                                                                        |                                                                                 | BJP                                                                             |
| Ministère du Travail et de l'Emploi |                                                                                 |                                                                                 |                                                                                 |                                                                                 |                                                                                 |
| Ministre du Cabinet | Narendra Singh Tomar                                                            | 26 mai 2014                                                                     | en cours                                                                        |                                                                                 | BJP                                                                             |
| Ministère des Affaires tribales |                                                                                 |                                                                                 |                                                                                 |                                                                                 |                                                                                 |
| Ministre du Cabinet | Jual Oram                                                                       | 26 mai 2014                                                                     | en cours                                                                        |                                                                                 | BJP                                                                             |
| Ministre d'État (Affaires tribales) | Mansukhbhai Dhanjibhai Vasava                                                   | 26 mai 2014                                                                     | en cours                                                                        |                                                                                 | BJP                                                                             |
| Ministère de l'Agriculture et du Bien-être des paysans |                                                                                 |                                                                                 |                                                                                 |                                                                                 |                                                                                 |
| Ministre du Cabinet | Radha Mohan Singh                                                               | 26 mai 2014                                                                     | en cours                                                                        |                                                                                 | BJP                                                                             |
| Ministre d'État (Agriculture) | Sanjeev Kumar Balyan                                                            | 26 mai 2014                                                                     | en cours                                                                        |                                                                                 | BJP                                                                             |
| Ministre d'État (Agriculture) | Mohanbhai Kalyanjibhai Kundariya                                                | 9 novembre 2014                                                                 | en cours                                                                        |                                                                                 | BJP                                                                             |
| Ministère de la Justice sociale et de l'Empowerment |                                                                                 |                                                                                 |                                                                                 |                                                                                 |                                                                                 |
| Ministre du Cabinet | Thawar Chand Gehlot                                                             | 26 mai 2014                                                                     | en cours                                                                        |                                                                                 | BJP                                                                             |
| Ministre d'État (Justice sociale et Empowerment) | Sudarshan Bhagat                                                                | 26 mai 2014                                                                     | 9 novembre 2014                                                                 |                                                                                 | BJP                                                                             |
| Ministre d'État (Justice sociale et Empowerment) | Krishan Pal                                                                     | 9 novembre 2014                                                                 | en cours                                                                        |                                                                                 | BJP                                                                             |
| Ministre d'État (Justice sociale et Empowerment) | Vijay Sampla                                                                    | 9 novembre 2014                                                                 | en cours                                                                        |                                                                                 | BJP                                                                             |
| Ministère du Développement des ressources humaines |                                                                                 |                                                                                 |                                                                                 |                                                                                 |                                                                                 |
| Ministre du Cabinet | Zubin Irani                                                                     | 26 mai 2014                                                                     | 5 juillet 2016                                                                  |                                                                                 | BJP                                                                             |
| Ministre du Cabinet | Prakash Javadekar                                                               | 5 juillet 2016                                                                  | en cours                                                                        |                                                                                 | BJP                                                                             |
| Ministre d'État (Développement des ressources humaines) | Upendra Kushwaha                                                                | 9 novembre 2014                                                                 | en cours                                                                        |                                                                                 | RLSP                                                                            |
| Ministre d'État (Développement des ressources humaines) | Ram Shankar Katheria                                                            | 9 novembre 2014                                                                 | en cours                                                                        |                                                                                 | BJP                                                                             |
| Ministère des Sciences et Technologies |                                                                                 |                                                                                 |                                                                                 |                                                                                 |                                                                                 |
| Ministre du Cabinet | Harsh Vardhan                                                                   | 9 novembre 2014                                                                 | en cours                                                                        |                                                                                 | BJP                                                                             |
| Ministre d'État (Sciences et Technologies, Sciences de la Terre) | Y. S. Chowdary                                                                  | 9 novembre 2014                                                                 | en cours                                                                        |                                                                                 | TDP                                                                             |
| Ministère de la Santé et du Bien-être de la famille |                                                                                 |                                                                                 |                                                                                 |                                                                                 |                                                                                 |
| Ministre du Cabinet | Harsh Vardhan                                                                   | 26 mai 2014                                                                     | 9 novembre 2014                                                                 |                                                                                 | BJP                                                                             |
| Ministre du Cabinet | Jagat Prakash Nadda                                                             | 9 novembre 2014                                                                 | en cours                                                                        |                                                                                 | BJP                                                                             |
| Ministre d'État (Santé et Bien-être de la famille) | Shripad Yesso Naik                                                              | 9 novembre 2014                                                                 | en cours                                                                        |                                                                                 | BJP                                                                             |
| Ministère des Textiles |                                                                                 |                                                                                 |                                                                                 |                                                                                 |                                                                                 |
| Ministre du Cabinet | Smriti Irani                                                                    | 5 juillet 2016                                                                  | en cours                                                                        |                                                                                 | BJP                                                                             |
| Ministère des Statistiques et de l'Application du programme |                                                                                 |                                                                                 |                                                                                 |                                                                                 |                                                                                 |
| Ministre du Cabinet | D. V. Sadananda Gowda                                                           | 5 juillet 2016                                                                  | en cours                                                                        |                                                                                 | BJP                                                                             |

### Ministres d'État
| Portefeuille                                                 | Nom                   | Prise de fonction | Fin de fonction | Parti | Parti |
| ------------------------------------------------------------ | --------------------- | ----------------- | --------------- | ----- | ----- |
| Statistiques et Application du programme                     | Inderjit Singh Rao    | 26 mai 2014       | 9 novembre 2014 |       | BJP   |
| Statistiques et Application du programme                     | V. K. Singh           | 9 novembre 2014   | en cours        |       | BJP   |
| Développement du Nord-Est                                    | V. K. Singh           | 26 mai 2014       | 9 novembre 2014 |       | BJP   |
| Développement du Nord-Est                                    | Jitendra Singh        | 9 novembre 2014   | en cours        |       | BJP   |
| Plan                                                         | Inderjit Singh Rao    | 26 mai 2014       | en cours        |       | BJP   |
| Textiles                                                     | Santosh Kumar Gangwar | 26 mai 2014       | en cours        |       | BJP   |
| Travail et emploi                                            | Bandaru Dattatreya    | 9 novembre 2014   | en cours        |       | BJP   |
| Développement des compétences et entrepreneuriat             | Sarbananda Sonowal    | 26 mai 2014       | 9 novembre 2014 |       | BJP   |
| Développement des compétences et entrepreneuriat             | Rajiv Pratap Rudy     | 9 novembre 2014   | en cours        |       | BJP   |
| Ayurveda, Yoga et naturopathie, Unani, Siddha et Homéopathie | Shripad Yesso Naik    | 9 novembre 2014   | en cours        |       | BJP   |
| Pétrole et gaz naturel                                       | Dharmendra Pradhan    | 26 mai 2014       | en cours        |       | BJP   |
| Affaires de la jeunesse et Sports                            | Sarbananda Sonowal    | 26 mai 2014       | en cours        |       | BJP   |
| Environnement, forêt et changement climatique                | Prakash Javadekar     | 26 mai 2014       | en cours        |       | BJP   |
| Énergie Charbon Énergies nouvelles et renouvelables Mines    | Piyush Goyal          | 26 mai 2014       | en cours        |       | BJP   |
| Commerce et industrie                                        | Nirmala Sitharaman    | 26 mai 2014       | en cours        |       | BJP   |
| Culture Tourisme                                             | Shripad Yesso Naik    | 26 mai 2014       | 9 novembre 2014 |       | BJP   |
| Culture Tourisme                                             | Mahesh Sharma         | 9 novembre 2014   | en cours        |       | BJP   |
| Information et Radio-télédiffusion                           | Prakash Javadekar     | 26 mai 2014       | 9 novembre 2014 |       | BJP   |
| Affaires minoritaires                                        | Mukhtar Abbas Naqvi   | 9 novembre 2014   | en cours        |       | BJP   |